# Čebarkul'
Čebarkul' (in russo Чебаркуль?) è una città di 44 600 abitanti situata nell'oblast' di Čeljabinsk, in Russia.
Fondata nel 1736, ricevette lo status di città il 25 ottobre del 1951 ed è capoluogo del Čebarkul'skij rajon. Si trova negli Urali meridionali sulla riva dell'omonimo lago.
È sede della 90ª Divisione corazzata delle guardie "Vitebsk-Novgorod" dell'esercito russo.